# Gestreepte leeuwenbek
De gestreepte leeuwenbek (Linaria repens) is een overblijvende plant die behoort tot de weegbreefamilie (Plantaginaceae). Het is een plant van droge, matig voedselrijke, zandige of stenige grond: ze komt voor langs spoorwegen en in bermen. De plant komt van nature voor in Europa en is in Nederland zeldzaam.

## Beschrijving
De sterk vertakkende plant wordt 30-50 cm hoog en vormt een kruipende wortelstok. De 25 mm lange en 3 mm brede lijnvormige, onderste bladeren staan in kransen en de bovenste staan verspreid.

## Bloei
De gestreepte leeuwenbek bloeit van juli tot september met paars gestreepte, witte, bleeklila of bleekblauwe, 0,8-1,5 cm grote bloemen, waarvan het gehemelte meestal geel is. De bloemkroon is 1-2 cm lang en het rechte spoor 2-5 mm. De bloeiwijze is een ijle tros. De schutbladen zijn even lang als de bloemstelen.
De vrucht is een met spleten openspringende (dehiscente) doosvrucht. De hoekige zaden zijn zeer smal gevleugeld en hebben drie ribben.

## Namen in andere talen
- Duits: Gestreiftes Leinkraut
- Engels: Striped Toadflax, Creeping Toadflax, Pale Toadflax
- Frans: Linaire rampante, Linaire striée